# Vallonsmide

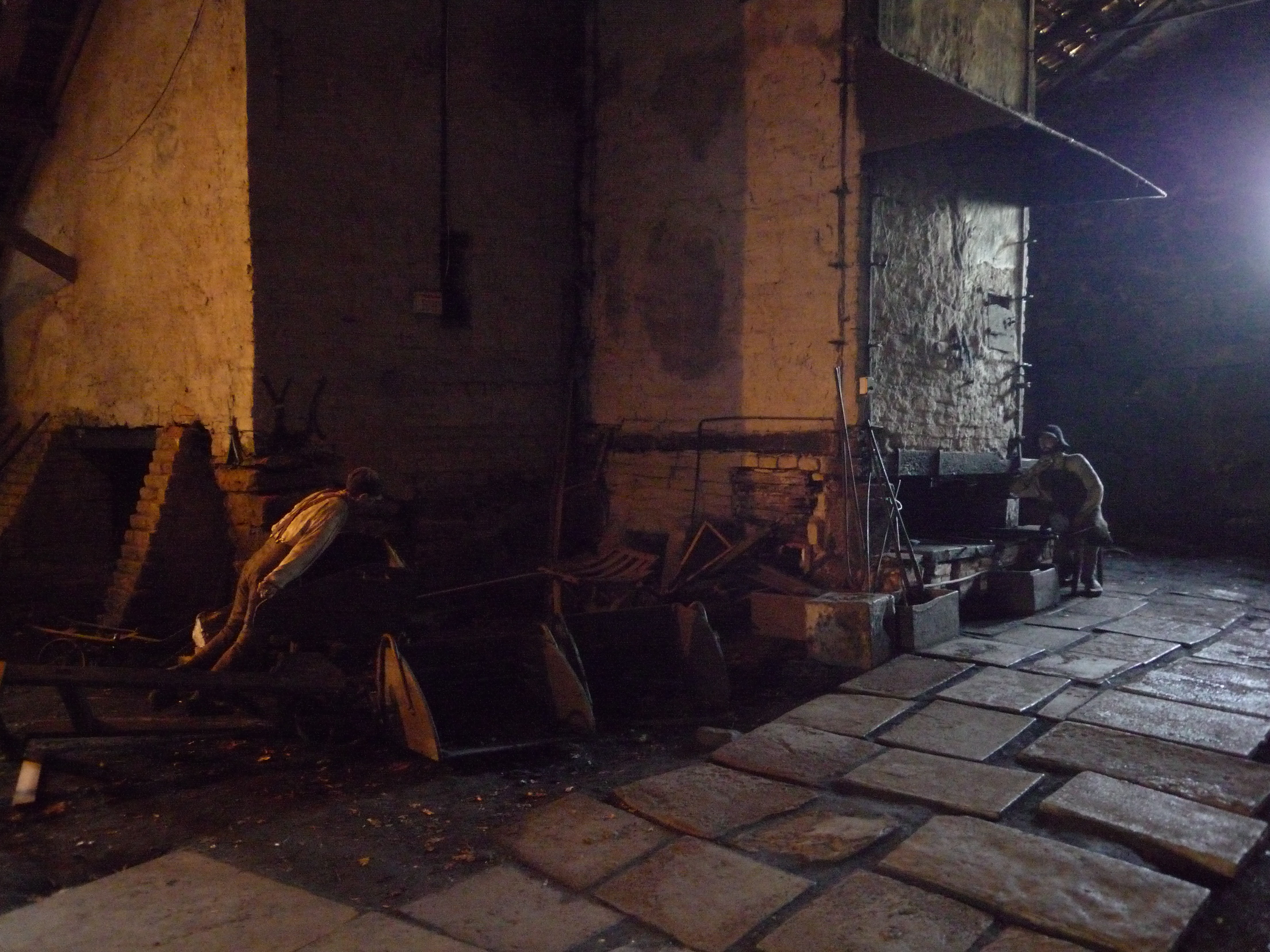
Interiör av vallonsmedjan i Österbybruk

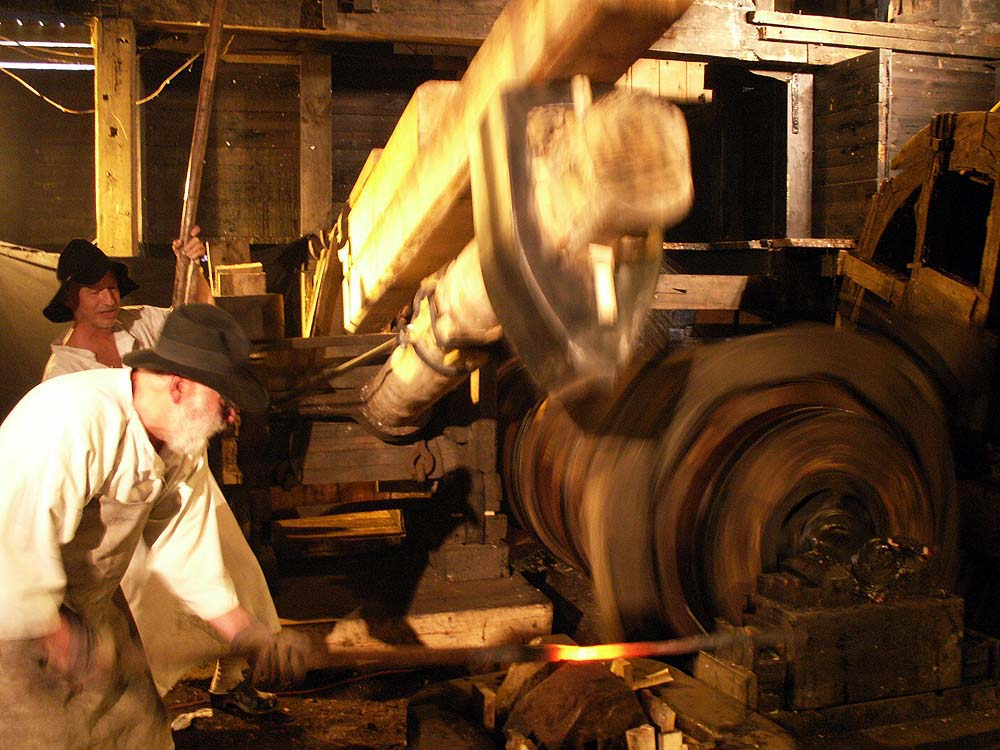
Återinvigning av vallonsmedjan i Österbybruk 2006. Påsläpp av vatten har fått igång den stora hammaren. Smeden är Hasse Gille.

Vallonsmide är en äldre härdfärskningsmetod för framställning av smidbart järn ur tackjärn (råjärn). Metoden infördes till Sverige på 1600-talet av valloner. Genom finans- och industrimannen Louis De Geer (1587-1652) kom vallonsmidet att introduceras på en rad svenska järnbruk (ex. Lövsta, Forsmark och Österby), vilka sedan kom att bli världsledande under ett antal år. Under 1800-talet ersattes vallonsmidet successivt av andra härdfärskningsmetoder, ex. lancashireprocessen. Den sista tillverkningen enligt metoden i Sverige skedde i Strömbacka 1947.
Härden, på vilken järnet färskades, var försedd med endast en forma (öppning för blästerluft). Till skillnad från ex. tysksmide och lancashiresmide färskades inte tackjärnet på en gång, utan matades istället in, i form av 3 1/2 à 4 m långa s.k. tackjärnsgös (fra. gueuse), från härdens baksida och fick smälta under hela processen. De smältor som sedan bildades i härden, s.k. lupp (fra. loupe) bearbetades genom återkommande färskbrytningar tills de var färdiga att uppbrytas ur härden och hopslås under en hammare (vatten- eller ångdriven). Smältan flyttades därefter till räckhärden för att vällas och räckas (smidas till stång). Under ett skift, s.k. turnej, om 3 à 3 1/2 timmar erhölls 6 st lupper (räckar-lupp efter att smältan även bearbetats i räckhärden) på 25 kg var. Från ett par vallonhärdar fick man alltså med denna metod mer än 10 ton uträckt stångjärn i veckan. Vallonsmidet bedrevs sålunda ganska fort. Bland nackdelarna med smidet fanns stor kolåtgång samt att stor arbetskraft krävdes.
Vallonsmidet tillämpades i Sverige huvudsakligen vid de s.k. vallonbruken som fick sin malm från Dannemora gruva. Eftersom malmen därifrån var fosfor- och svavelfattig, fick det svenska vallonjärnet också dessa egenskaper. Vallonjärnet hade vidare låg slagghalt men mycket ojämn kolhalt, även efter utsmidning. Dess viktigaste användningsområde blev därför inte som handelsjärn utan som råvara för framställningen av degelstål i Sheffield i England. Jämfört med andra härdfärskningsmetoder som tysksmide och lancashiresmide var det svenska vallonsmidet alltid av begränsat omfång men gav en produkt, som kunde säljas till högre pris tack vare sin höga kvalitet. 
I Österbybruk finns världens troligen enda bevarade vallonsmedja. Renovering av vattenhjul, rännor med mera, har gjort det möjligt, att åter sätta igång stora hammaren.